# Bronco Billy
Bronco Billy är en  westernfilm från 1980 med Clint Eastwood och Sondra Locke. Den regisserades av Eastwood och skrevs av Dennis Hackin.